# Kadomba
Kadomba, parfois appelé Kadoumba ou orthographié Kadonba, est un village de la commune rurale de département de Satiri de la province du Houet dans la région des Hauts-Bassins au Burkina Faso.

## Géographie
Kadomba est localisée à 9 km au nord-est de Satiri et à environ 50 km au nord-est de Bobo-Dioulasso. La commune est traversée par la route nationale 10.

## Éducation et santé
Kadomba dispose de deux écoles primaires, d'un lycée privé ainsi que d'un centre d'alphabétisation en dioula. La commune accueille un centre de santé et de promotion sociale (CSPS).